# N. 1
N. 1 é o álbum de estreia do cantor português David Carreira, lançado em 17 de outubro de 2011 pela editora discográfica Farol Música. O disco foi produzido pela dupla francesa Tefa et Masta e conta com as participações de Iminente, Mundo, Lea Castel e Jmi Sissoko. O material deriva dos gêneros pop e dance music, mas contém elementos de hip hop e R&B.o
O trabalho estreou na tabela portuguesa de álbuns mais vendidos, a Top 30 Artistas, na primeira colocação e passou um total de 40 semanas na compilação e recebeu a certificação de platina pela Associação Fonográfica Portuguesa (AFP). Sua principal canção lançada como single, Esta Noite", alcançou a quinta posição nos mais vendidos de Portugal.

## Composição
Carreira co-escreveu várias das canções do álbum, e acerca do lançamento do mesmo, ele comentou: "Fiz questão de escrever ou participar na escrita das letras deste álbum. Acho essencial porque para cantar algo, tenho que acreditar naquilo que estou a dizer". "Antes de ter a certeza que ia fazer um álbum, fui fazendo algumas maquetes para ver se a ideia de fazer um disco ia para a frente ou se era para esquecer. A maquete desta música, ["Perdido"], foi decisiva! Foi aí que descobri mais ou menos o meu estilo musical e que podia levar este sonho para a frente (...) A troca de ideias e universos musicais foi muito boa. Pude trabalhar com pessoas de diferentes estilos e todas essas participações fazem com que este álbum tenha diferentes registos: pop, electro, RnB…".

## Singles
O primeiro single retirado do conjunto de faixas, "Esta Noite" foi lançado para através da trilha sonora da oitava temporada da série Morangos com Açúcar. Conta com a participação de Jmi Sissoko e alcançou a sexta colocação dos mais vendidos de seu país de pátria. O videoclipe de apresentação de estreia, contou com alguns nomes conhecidos, entre eles Paulo Futre e o disc jockey DJ Diego Miranda. A gravação audiovisual mostra David dirigindo um carro e logo chega em uma festa no ginásio da escola onde estuda. O interprete dança ao lado de uma garota durante toda à música e termina dando-a um beijo.

## Faixas
| Nº 1 |                                     |                |         |  |
| N.º  | Título                              | Compositor(es) | Duração |  |
| 1.   | "O Mundo a Teus Pés" (com Iminente) |                | 3:59    |  |
| 2.   | "Esta Noite" (com Jmi Sissoko)      |                | 3:29    |  |
| 3.   | "Shut Down"                         |                | 3:15    |  |
| 4.   | "Só Tu e Eu"                        |                | 3:40    |  |
| 5.   | "Tu"                                |                | 3:30    |  |
| 6.   | "I Gave You the World"              |                | 3:40    |  |
| 7.   | "Burning Like Fire"                 |                | 3:35    |  |
| 8.   | "Lembra-te de Me Esquecer"          |                | 2:28    |  |
| 9.   | "Num Dia Assim"                     |                | 3:46    |  |
| 10.  | "Como na Primeira Vez"              |                | 3:29    |  |
| 11.  | "Perdido"                           |                | 3:35    |  |
| 12.  | "Need Love"                         |                | 3:40    |  |
| 13.  | "Falling Into You"                  |                | 3:40    |  |
| 14.  | "Shining Star" (com Iminente)       |                | 3:59    |  |
| 15.  | "Só Tu e Eu"                        |                | 3:39    |  |

## Desempenho nas tabelas musicais
Nº 1 foi lançado em 17 de outubro de 2011 em Portugal e Estados Unidos, tendo alcançando a primeira posição na lista dos discos mais vendidos de Portugal compilado pela Associação Fonográfica Portuguesa (AFP). O álbum passou um total de quarenta e três semanas no periódico e foi autenticado de dupla platina pela mesma empresa citada anteriormente por vendas superiores a 30 mil cópias.
| Tabela (2011)                                | Melhor posição |
| -------------------------------------------- | -------------- |
| Portugal (Associação Fonográfica Portuguesa) | 1              |

| País     | Associação | Certificação | Vendas  |
| -------- | ---------- | ------------ | ------- |
| Portugal | AFP        | 2× Platina   | 30.000+ |

## Histórico de lançamento
| País           | Data                  | Formato(s)       | Gravadora(s) |
| -------------- | --------------------- | ---------------- | ------------ |
| Estados Unidos | 17 de outubro de 2011 | Download digital | Farol Música |
| Portugal       | 17 de outubro de 2011 | Download digital | Farol Música |